# Humbea bimaculata
Humbea bimaculata is een hooiwagen uit de familie Assamiidae.